# Ronald Syme
Ronald Syme (Eltham, 11 de marzo de 1903-4 de septiembre de 1989) fue un historiador neozelandés, uno de los más destacados en la investigación de la Antigua Roma.

## Vida y obra
Ronald Syme nació en Eltham, Nueva Zelanda, el 11 de marzo de 1903. Entre 1921 y 1923 estudió lenguas clásicas y francés en las universidades de Wellington y Auckland, donde fue lecturer en 1924. En 1925 estaba en Oxford, en el Oriel College, estudiando historia antigua y filosofía.
En 1939 publicó en Oxford La revolución romana, un estudio de la carrera política de Augusto. Inspirado en el ascenso de los regímenes fascistas en Italia y Alemania y con un estilo pesimista similar al de Tácito, Syme acudió a las fuentes antiguas para mostrar a un Augusto feroz, astuto, demagogo y hábil que, con el pretexto de la restauración republicana, crea un sistema monárquico basado en las relaciones personales y en el apoyo de las familias políticas sobresalientes.
Durante la Segunda Guerra Mundial trabajó para el gobierno británico. Estuvo destinado en Belgrado (1940-1941) y Ankara (1941-1942). Después fue profesor de filología clásica en Estambul entre 1942 y 1945. Durante su estancia en Anatolia, recorrió parte de la península tomando notas que se encontraron tras su muerte entre sus papeles del Wolfson College y que fueron publicadas en Anatolica. Studies in Strabo por Anthony Birley en 1995. Tras su vuelta a Oxford, fue elegido en 1949 profesor Camden de historia antigua del Brasenose College hasta su jubilación en 1970. Entre esta fecha y hasta su muerte, fue fellow del Wolfson College.
Uno de sus primeros textos, «The Spanish War of Augustus (26-25 BC)», publicada en 1934 en The American Journal of Philology, describe las campañas de Augusto en el noroeste de la península ibérica.
En 1958 publicó Tacitus en dos volúmenes con un exhaustivo estudio de su contexto histórico y político. En el mismo año, ofreció las conferencias Whidden (Whidden Lectures) en la Universidad de McMaster. El resultado de estas conferencias fue su libro Colonial Elites. Rome, Spain and the Americas en el que compara la relación entre la metrópolis y las élites coloniales de los Imperios romano, español y británico.
En 1964 escribió Sallust, en el que estudia la obra salustiana. Dedicó además cuatro libros a la Historia Augusta, una colección de biografías de emperadores romanos y pretendientes o usurpadores de los siglos II y III. En 1987 escribió Augustan Aristocracy.
Caballero británico desde 1959, poseía la Orden del Mérito británica, la más alta distinción civil de la Commonwealth. Murió el 4 de septiembre de 1989.

## Libros
- The Roman Revolution, 1939 (trad. al fr. y al español como La Revolución Romana.
- Tacitus, Oxford, 1958.
- Sallust, 1964
- Ten studies on Tacitus, Oxford, 1970.
- The Augustan Aristocracy, Oxford, Oxford University Press, 1987.